# Capo Seattle
(Capo Seattle)
Capo Seattle noto anche come Sealth, Seathl o See-ahth (Blake Island, 1780 circa – Port Madison, 7 giugno 1866) è stato un condottiero nativo americano.
È stato il capo delle tribù Duwamish e Squamish.

## Biografia
La madre di Seattle, Sholeetsa, era Duwamish, suo padre Shweabe era un capo Squamish. Seattle nacque tra il 1780 e il 1786 a Blake Island, Washington (da adulto affermò di aver visto le navi della Spedizione di Vancouver mentre esploravano il Puget Sound nel 1792). Fin da giovane fu un valoroso guerriero, tenne imboscate e sconfisse i nemici che risalivano il Green River. Era piuttosto alto e i commercianti della Hudson's Bay Company gli diedero il soprannome di Le Gros (The Big Guy). Era un grande oratore e quando si rivolgeva al pubblico la sua voce poteva essere sentita molto distante.
La sua prima moglie La-Dalia morì dopo aver partorito una figlia. Dalla sua seconda moglie Olahl ebbe tre figli e quattro figlie. La sua figlia più famosa fu Angelina. Capo Seattle fu convertito al cristianesimo dai missionari francesi e fu battezzato con il nome di Noah, probabilmente nel 1848 vicino Olympia (Washington).
Capo Seattle aveva già perso molto terreno a vantaggio degli Snohomish di Capo Patkanim quando i coloni bianchi iniziarono ad avanzare intorno al 1850. In seguito Capo Seattle incontrò l'uomo d'affari e pioniere David Swinson Maynard a Olympia. I due divennero amici e Maynard convinse i coloni dell'insediamento bianco di Duwamps a rinominare la loro città Seattle. Maynard sostenne Capo Seattle e promosse relazioni pacifiche con la sua gente.
Capo Seattle tenne il suo popolo fuori dalla Battaglia di Seattle del 1856. Successivamente si rifiutò di guidare la sua gente nella riserva prestabilita perché tentare una convivenza forzata tra Duwamish e Snohomish avrebbe probabilmente portato a spargimenti di sangue. Maynard convinse il governo sulla necessità di consentire a Capo Seattle di trasferirsi nella Tsu-suc-cub di Agate Passage. Capo Seattle frequentava la città a lui intitolata e nel 1865 si fece fotografare da E. M. Sammis. Morì il 7 giugno 1866 nella riserva Squamish di Port Madison, Washington.

## La lettera al Presidente degli Stati Uniti
La lettera attribuita a capo Seattle è stata ampiamente citata come "un appello per il rispetto dei diritti dei nativi americani e dei valori ambientali". Capo Seattle tenne effettivamente un discorso nel 1854 a Isaac Stevens, all'epoca governatore dei territori di Washington. Tuttavia il discorso fu trascritto soltanto un quarto di secolo dopo dal dottor Henry Smith, il quale dichiarò nell'edizione del 29 ottobre 1887 del Seattle Sunday Star che la sua documentazione era basata su appunti che prese in quel momento. La lettera così si conclude:

«“Come potete acquistare o vendere il cielo, il calore della terra? L’idea ci sembra strana. Se noi non possediamo la freschezza dell’aria, lo scintillio dell’acqua sotto il sole come è che voi potete acquistarli? Ogni parco di questa terra è sacro per il mio popolo. Ogni lucente ago di pino, ogni riva sabbiosa, ogni lembo di bruma dei boschi ombrosi, ogni radura, ogni ronzio di insetti è sacro nel ricordo e nell’esperienza del mio popolo. La linfa che cola negli alberi porta con sé il ricordo dell’uomo rosso. Noi siamo una parte della terra, e la terra fa parte di noi. I fiori profumati sono i nostri fratelli, il cavallo, la grande aquila sono i nostri fratelli, la cresta rocciosa, il verde dei prati, il calore dei pony e l’uomo appartengono tutti alla stessa famiglia. Quest’acqua scintillante che scorre nei torrenti e nei fiumi non è solamente acqua, per noi è qualcosa di immensamente significativo: è il sangue dei nostri padri.
I fiumi sono nostri fratelli, ci dissetano quando abbiamo sete. I fiumi sostengono le nostre canoe, sfamano i nostri figli. Se vi vendiamo le nostre terre, voi dovrete ricordarvi, e insegnarlo ai vostri figli, che i fiumi sono i nostri e i vostri fratelli e dovrete dimostrare per i fiumi lo stesso affetto che dimostrerete ad un fratello. Sappiamo che l’uomo bianco non comprende i nostri costumi. Per lui una parte di terra è uguale all’altra, perché è come uno straniero che arriva di notte e alloggia nel posto che più gli conviene. La terra non è suo fratello, anzi è suo nemico e quando l’ha conquistata va oltre, più lontano.
Tratta sua madre, la terra e suo fratello, il cielo, come se fossero semplicemente delle cose da acquistare, prendere e vendere come si fa con i montoni o con le pietre preziose. Il suo appetito divorerà tutta la terra e a lui non resterà che il deserto.
Non esiste un posto accessibile nelle città dell’uomo bianco. Non esiste un posto per vedere le foglie e i fiori sbocciare in primavera, o ascoltare il fruscio delle ali di un insetto. Ma forse è perché io sono un selvaggio e non posso capire. Il baccano sembra insultare le orecchie. E quale interesse può avere l’uomo a vivere senza ascoltare il rumore delle capre che succhiano l’erba o il chiacchierio delle rane, la notte, attorno ad uno stagno?
Io sono un uomo rosso e non capisco. L’indiano preferisce il dolce suono del vento che slanciandosi come una freccia accarezza la faccia dello stagno, e preferisce l’odore del vento bagnato dalla pioggia mattutina, o profumato dal pino pieno di pigne. L’aria è preziosa per l’uomo rosso, giacché tutte le cose respirano con la stessa aria: le bestie, gli alberi, gli uomini tutti respirano la stessa aria. L’uomo bianco non sembra far caso all’aria che respira. Come un uomo che impiega parecchi giorni a morire resta insensibile alle punture. Ma se noi vendiamo le nostre terre, voi dovrete ricordare che l’aria per noi è preziosa, che l’aria divide il suo spirito con tutti quelli che fa vivere.
Il vento che ha dato il primo alito al Nostro Grande Padre è lo stesso che ha raccolto il suo ultimo respiro. E se noi vi vendiamo le nostre terre voi dovrete guardarle in modo diverso, tenerle per sacre e considerarle un posto in cui anche l’uomo bianco possa andare a gustare il vento reso dolce dai fiori del prato. Considereremo l’offerta di acquistare le nostre terre.
Ma se decidiamo di accettare la proposta io porrò una condizione: l’uomo bianco dovrà rispettare le bestie che vivono su questa terra come se fossero suoi fratelli. Che cos’è l’uomo senza le bestie?
Se tutte le bestie sparissero, l’uomo morirebbe di una grande solitudine nello spirito. Poiché ciò che accade alle bestie prima o poi accade anche all’uomo. Tutte le cose sono legate tra loro. Dovrete insegnare ai vostri figli che il suolo che essi calpestano è fatto dalle ceneri dei nostri padri. Affinché i vostri figli rispettino questa terra, dite loro che essa è arricchita dalle vite della nostra gente. Insegnate ai vostri figli quello che noi abbiamo insegnato ai nostri: la terra è la madre di tutti noi. Tutto ciò che di buono arriva dalla terra arriva anche ai figli della terra. Se gli uomini sputano sulla terra, sputano su se stessi. Noi almeno sappiamo questo: la terra non appartiene all’uomo, bensì è l’uomo che appartiene alla terra. Questo noi lo sappiamo. Tutte le cose sono legate fra loro come il sangue che unisce i membri della stessa famiglia. Tutte le cose sono legate fra loro. Tutto ciò che si fa per la terra lo si fa per i suoi figli. Non è l’uomo che ha tessuto le trame della vita: egli ne è soltanto un filo. Tutto ciò che egli fa alla trama lo fa a se stesso. C’è una cosa che noi sappiamo e che forse l’uomo bianco scoprirà presto: il nostro Dio è lo stesso vostro Dio. Voi forse pensate che adesso lo possedete come volete possedere le nostre terre ma non lo potete. Egli è il Dio dell’uomo e la sua pietà è uguale per tutti: tanto per l’uomo bianco quanto per l’uomo rosso. Questa terra per lui è preziosa. Dov’è finito il bosco? È scomparso. Dov’è finita l’aquila? È scomparsa. È la fine della vita e l’inizio della sopravvivenza”.»

## Galleria d'immagini

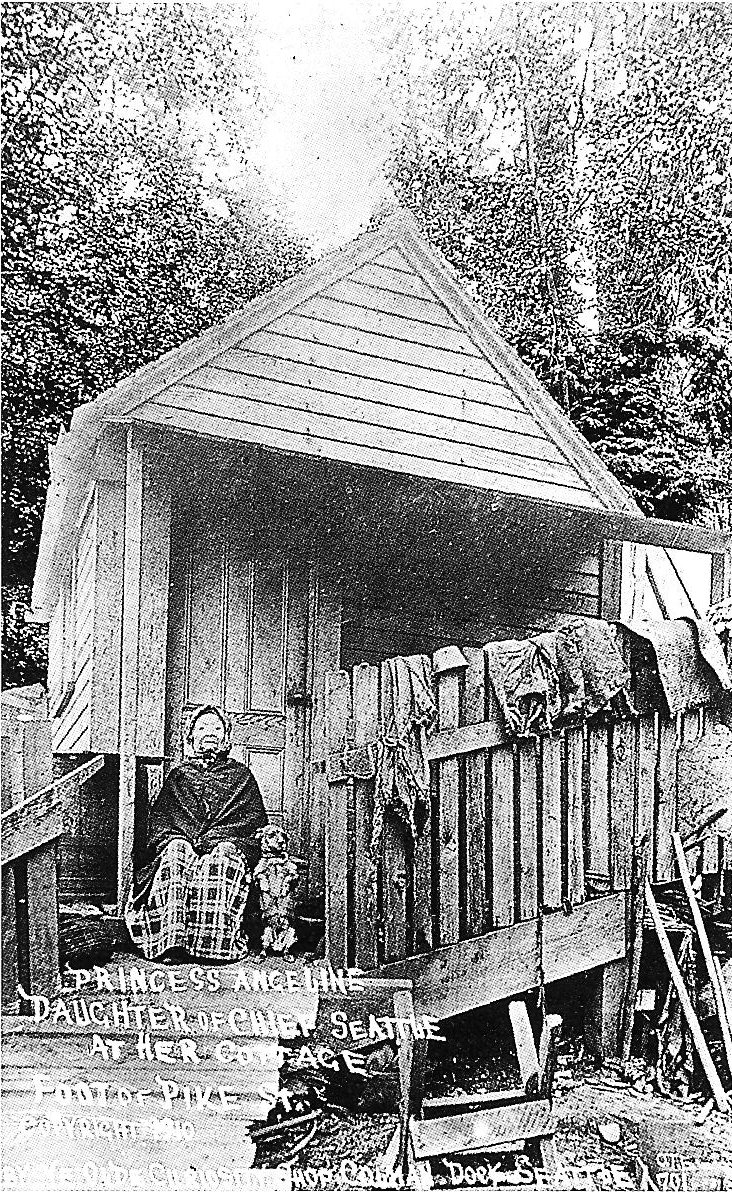
Una foto ritraente la figlia primogenita, conosciuta come la Principessa Angelina